# آباده طشک
آباده طشک شهری در استان فارس و مرکز شهرستان بختگان است. دریاچه‌های طشک و بختگان در نزدیکی این شهر قرار دارند. بخش آباده طشک در سال ۱۳۹۸ با جدا شدن از شهرستان نی‌ریز تبدیل به شهرستان بختگان شد.

## پیشینه
آباده طشک در سده‌های سوم و چهارم هجری قمری جزء ناحیه بُرم بوده و در بیشتر منابع، «روستای عبدالرحمن» نامیده شده‌است. در کتاب الخراج و صناعة الکتابة از آباده با عنوان «قریه عبدالرحمن» در مسیر شیراز به اصطخر یاد شده‌است. اصطخری در معرفی برم و توابع آن، گفته‌است:
«و برم مدینتان آباذه و هی قریه عبدالرحمن و مهرزنجان»
همچنین در ادامه از چاه بسیار عمیقی در روستای عبدالرحمان خبر داده و گفته‌است که این چاه در طول سال خشک است، مگر در زمان معینی از سال که آب از آن می‌جوشد و بر سطح زمین جاری می‌شود تا آنجا که آسیایی را می‌چرخاند. مردم از آن بهره می‌برند و در آبیاری مزارع و غیره از آن استفاده می‌کنند و پس از آن می‌خشکد. چشمه چاه عبدالرحمن کنونی، واقع در ۹ کیلومتری شمال روستای خواجه جمالی، شاید بی‌ارتباط با این چاه نباشد.
ابن حوقل، جیهانی و مقدسی نیز از آن نام برده و تقریباً همان مطالب پیشین را نقل کرده‌اند. مقدسی چاه ده عبدالرحمان را نظیر چاه ایوب نزدیک موطنش، بیت‌المقدس، دانسته‌است. در کتاب حدود العالم در برشمردن شهرک‌های میان اصطخر و کرمان، از آباده یاد شده‌است.
در سده پنجم هجری در کتاب فارسنامه ابن بلخی دربارهٔ آباده به این مطلب اشاره شده‌است:
«آباده شهرکی است با قلعه استوار و هواء معتدل دارد و آب آن از فیض رودکر است و نزدیک آن دریاکی است و انگور بسیار خیزد و نزدیک ولایت حسویه [حسنویه] است و آبادان است.»
آباده در زمان سلجوقیان، قلعه‌ای مستحکم داشته که با آلات حرب و آب انبارهای بزرگ مجهز بوده‌است. حمداللّه مستوفی نیزدر سده هشتم هجری قمری آباده را شهرکی با قلعه استوار و هوای معتدل خوانده و گفته‌است:
«آبش از فیض رود کر است و در آنجا غله و انگور بسیار بود و مواضع بیشمار از توابع آنجاست.»
در فارسنامه ناصری که مربوط به دوران قاجار است از آباده بدین صورت یاد شده‌است:
«آباده طشک محدود است از جانب مشرق به بلوک نی‌ریز و بوانات و از جانب شمال به بلوک سرچاهان [سرچهان] و قونقری و از سمت مغرب به بلوک کربال و از طرف جنوب به دریاچه بختگان، هوای این بلوک به مجاورت دریاچه نمک بختگان مایل به اعتدال است، آبش از قنوات و چشمه، زراعتش نخود و گندم و جو و پنبه و کنجد و کرچک است. درخت بساتینش، بادام و انار و انگور است.
در چاشنی و حلاوت از عموم انارهای فارس بهتر است، قناع تجارت آن بادام و رب انار است، در ازای این بلوک از حسین‌آباد تا قریه طشک ۱۲ فرسخ، پهنای آن از دریای بختگان مشهور به بیجه‌کان تا خواجه جمالی دو فرسخ و نیم است و نام قصبه آن بلوک نیز آباده است.

و طشک نام دهی است از توابع آن و این قصبه در جانب مشرقی شیراز به مسافت ۲۳ فرسخ است و خانه‌های آن را از خشت خام و گل و چوب ساخته‌اند و شماره آنها نزدیک به ۲۵۰ درب خانه است و این بلوک مشتمل بر ۸ قریه آباد است.»

## جغرافیا

### موقعیت

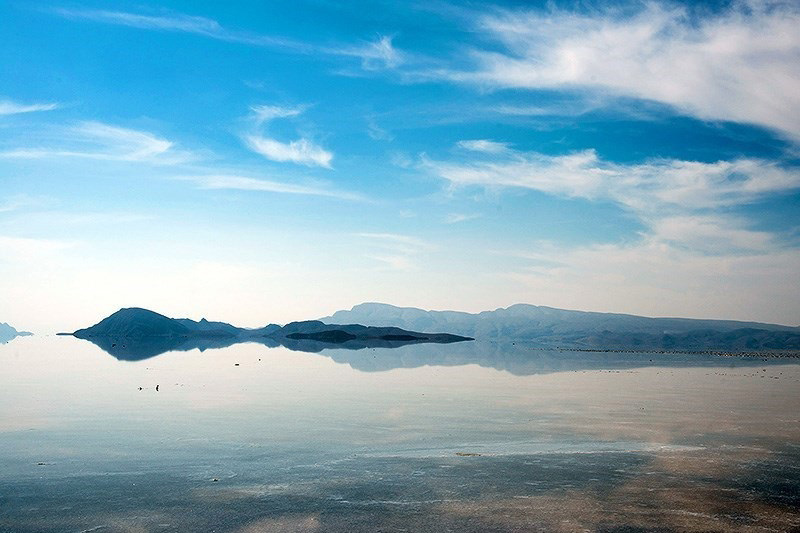
ساحل دریاچه طشک

شهرستان بختگان به مرکزیت آباده طشک در ساحل شرقی دریاچه‌های طشک و بختگان و جنوب کوه‌های ول (مرتفع‌ترین قله دال نشین با ارتفاع ۳۱۹۱ متر) کوه خان، کوه سفید و … واقع شده‌است و از شمال به شهرستان‌های سرچهان ، و خاتم (استان یزد) از جنوب به شهرستان‌های استهبان و از مغرب به شهرستان ارسنجان و از شرق به شهرستان نی ریز محدود می‌شود.

### پوشش گیاهی
اکثر کوه‌های این منطقه دارای پوشش طبیعی خوبی می‌باشند و درختانی از قبیل، بادام کوهی، بنه، کیکم، ول، گز، کلخنگ، کل، شن و درختچه‌های هوم، دربنه، گیز، زرشک و بوته‌های ریواس، جاشیر، آویشن، کتیرا و غیره در این منطقه وجود دارند.محل اصلی این گیاهان در روشن کوه خواجه جمالی قرار دارند

## جمعیت
بنابر سرشماری مرکز آمار ایران، جمعیت شهر آباده طشک در سال ۱۳۹۵ برابر با ۷,۳۷۹ تن بوده‌است.

## مردم شناسی
اکثریت مردم آیت منطقه و ایلات لرتبار مانند لشنی و چهارراهی در منطقه زندگی می کنند که همگی امروزه به زبان فارسی و لری صحبت می کنند.طایفه لشنی یکی از طوایف ایل زند از شاخه لرهای شمالی می باشند که به همراه کریم خان به استان فارس وارد شدند.

## دانشگاه‌ها
- دانشگاه آزاد اسلامی واحد آباده طشک
- دانشگاه پیام نور آباده طشک

## اقتصاد
اقتصاد شهرستان به مردمان روستای خواجه جمالی و معادن  و رودهای بالا دست است
شغل اکثر مردم آباده طشک کشاورزی، دامداری و معدن‌کاری می‌باشددر روستای خواجه جمالی. آباده طشک از قطب‌های کشاورزی و معدنی منطقه است. شهرک صنعتی آباده طشک با ۸۶ هکتار مساحت از مراکز صنعتی این شهرستان است.

### محصولات کشاورزی
آباده طشک دارای محصولات باغی از قبیل پسته، انار، بادام، زیتون، هلو، زردآلو، گردو، آلو، آلو بخارا دیم، شلیل، سیب، انگور و غیره می‌باشند و محصولات کشاورزی آن نیز گندم، جو، ذرت، ترتی کالر، ارزن، منداب، کنجد، گوجه فرنگی، خیار سبز، لوبیا، عدس، نخود و غیره می‌باشند.

### صنایع دستی
با وجود زندگی روستایی و عشایری این منطقه دارای صنایع دستی فراوان از قبیل: قالیبافی، گلیم بافی، جاجیم بافی، حرمی بافی، شیرکی بافی، خورجین بافی، گیوه بافی، لوده بافی، طناب بافی، شال و جوراب بافی، لتف بافی (سیاه چادر عشایر) فعال بوده و تولید می‌شود.

### معادن
آباده طشک از قطبهای معدنی فارس و کشور می‌باشد. وجود دو مجتمع سنگ چینی تنگ حنا و چاه سوارآغا بزرگترین مجتمع سنگ چینی خاورمیانه و معادن دیگری مثل کرومیت خواجه جمالی، منگنزخواجه جمالی، منژیت آهن، سولفات و گچ، سیلیس و غیره باعث شده این منطقه از قطب‌های معدنی باشد.

## مراکز درمانی
- بیمارستان امام هادی
- مرکز جامع سلامت شهری آباده طشک

## پارک ملی بختگان
پارک ملی بختگان با وسعت بیش از ۳۰۰ هزار هکتار در فاصله ۱۵ کیلومتری آباده طشک واقع شده و متشکل از دریاچه بختگان و جزیره نرگس است که  با پوشش گیاهی متنوع و گونه‌های متفاوت جانوری و پرندگان مهاجر از جمله فلامینگو، پلیکان، درنا، اردک و غاز وحشی مکانی مناسب جهت بازدید گردشگران می‌باشد.